# Partido di General Juan Madariaga
Il partido di General Juan Madariaga è un dipartimento (partido) dell'Argentina facente parte della Provincia di Buenos Aires. Il capoluogo è General Juan Madariaga.

## Toponimia
Il partido, così come il capoluogo, sono intitolati al generale Juan Madariaga, militare argentino e leader unitario della provincia di Corrientes.